# Mary (canción)
«Mary» es una canción de la banda estadounidense de pop Scissor Sisters incluida en su álbum debut homónimo. Fue lanzado como cuarto sencillo el 11 de octubre de 2004. y llegó a alcanzar el puesto #14 en el UK Singles Chart
El título de la canción "Mary" estuvo inspirada en Mary Hanlon, una amiga de Jake Shears, que falleció en el año 2006.

## Video musical
El video del sencillo fue lanzado en octubre de 2004 y estuvo considerado una curiosidad por los fanes. Fue visto como una parodia de Rapunzel y los cuentos de hadas para niños, un búho hace una aparición en el video.
El video musical fue producido por Don Bluth. Scissor Sisters se contactó con él después de recordar buenos recuerdos de la secuencia animada en Xanadu. El video empieza mostrando a una mujer levantarse de la cama, subir a un tren del metro de Londres, con destino a la estación de metro de Canary Wharf para ingresar a  trabajar en una oficina de Docklands. Esta secuencia da paso a la animación con su mirada fija en una fotocopiadora, y se supone que la secuencia animada es su sueño.

## Lista de canciones
- 12" picture disc (9868280)

1. «Mary» – 4:41
2. «Laura» (City Hi-Fi remix) – 4:24

- 12" (9868281)

1. «Mary» – 4:41
2. «Mary» (Junkie XL mix)

- CD (9868282)

1. «Mary» – 4:41
2. «Mary» (Junkie XL radio edit) – 3:55
3. «Take Me Out» (Jo Whiley Session) – 4:32

Remixes oficiales
1. «Mary» (a cappella)
2. «Mary» (Junkie XL remix)
3. «Mary» (Junkie XL edit)
4. «Mary» (Junkie XL radio edit)
5. «Mary» (Mylo remix)